# 사설망
사설망 또는 프라이빗 네트워크(private network)는 인터넷 어드레싱 아키텍처에서 사설 IP 주소 공간을 이용하는 네트워크이며 RFC 1918과 RFC 4193 표준을 준수한다. 이러한 주소는 가정, 사무실, 기업 랜에 쓰인다.

## 사설 IPv4 주소 공간
국제 인터넷 표준화 기구(IETF)는 RFC 1918에 출판된 대로 다음의 IPv4 주소 범위를 사설망에 보존하기 위하여 IANA (인터넷 할당 번호 기관)를 지도하고 있다.
| RFC1918 이름 | IP 주소 범위                  | 주소 개수  | 클래스 내용           | 최대 사이더 블록 (서브넷 마스크) | 호스트 ID 크기 |
| ------------ | ----------------------------- | ---------- | --------------------- | -------------------------------- | -------------- |
| 24비트 블록  | 10.0.0.0 – 10.255.255.255     | 16,777,216 | 클래스 A 하나         | 10.0.0.0/8 (255.0.0.0)           | 24 비트        |
| 20비트 블록  | 172.16.0.0 – 172.31.255.255   | 1,048,576  | 16개의 인접 클래스 B  | 172.16.0.0/12 (255.240.0.0)      | 20 비트        |
| 16비트 블록  | 192.168.0.0 – 192.168.255.255 | 65,536     | 256개의 인접 클래스 C | 192.168.0.0/16 (255.255.0.0)     | 16 비트        |

## 사설 IPv6 주소
이러한 네트워크들을 위한 사설망들과 특수 주소 예약 개념은 인터넷 프로토콜의 다음 세대 IPv6에서도 제공된다.

## 링크 로컬 주소
사설망의 다른 형태는 링크 로컬 주소 대역(link-local address)이다. 링크 로컬 주소의 유효성은 하나의 링크에 국한되는데, 이를테면 하나의 스위치에 연결된 모든 컴퓨터들, 또는 하나의 무선 네트워크에 국한된다. 다른 사이드의 브리지 상의 호스트들은 또한 동일한 링크에 위치해 있으나 다른 사이드의 라우터 상의 호스트들은 다른 링크에 위치해 있다.

## RFC 참조
- RFC 1918 – "Address Allocation for Private Internets"
- RFC 2036 – "Observations on the use of Components of the Class A Address Space within the Internet"
- RFC 2050 – "Internet Registry IP Allocation Guidelines"
- RFC 2101 – "IPv4 Address Behaviour Today"
- RFC 2663 – "IP Network Address Translator (NAT) Terminology and Considerations"
- RFC 3022 – "Traditional IP Network Address Translator (Traditional NAT)"
- RFC 3330 – "Special-Use IPv4 Addresses" (superseded)
- RFC 3879 – "Deprecating Site Local Addresses"
- RFC 3927 – "Dynamic Configuration of IPv4 Link-Local Addresses"
- RFC 4193 – "Unique Local IPv6 Unicast Addresses"
- RFC 5735 – "Special-Use IPv4 Addresses" (superseded)
- RFC 6598 – "Reserved IPv4 Prefix for Shared Address Space"
- RFC 6890 – "Special-Purpose IP Address Registries"

## 같이 보기
- 가상 사설망
- 개인 통신망
- 사설 서버